# Christoph Harting
Christoph Harting, född 10 april 1990, är en tysk friidrottare.
Harting blev olympisk guldmedaljör i diskuskastning vid sommarspelen 2016 i Rio de Janeiro.